# Lothar Dziwoki
Lothar Dziwoki (ur. 12 lipca 1942 w Radlinie, zm. 10 listopada 2019 w Żorach) – polski muzyk jazzowy, puzonista, wokalista, aranżer, dyrygent, bandlider, pedagog. Absolwent Wydziału Jazzu i Muzyki Rozrywkowej Akademii Muzycznej im. Karola Szymanowskiego w Katowicach.

## Historia
Uczeń Państwowej Szkoły Muzycznej I stopnia im. Mieczysława Karłowicza w Katowicach i Państwowej Szkoły Muzycznej II stopnia im. Karola i Antoniego Szafranków w Rybniku. Debiutował w zespole Czesława Gawlika w którym grał m.in. z Adamem Makowiczem. Formacja odnosiła sukcesy, wygrywając przeglądy zespołów, m.in. w Warszawie i Płocku.
Absolwent (tytuł magistra sztuki), a następnie wykładowca na Wydziale Jazzu i Muzyki Rozrywkowej Akademii Muzycznej im. Karola Szymanowskiego w Katowicach. Jako student grał w sekcji puzonów Big Bandu Katowice pod batutą Andrzeja Zubka, a następnie Zbigniewa Kalemby. Z uczelnianym big-bandem zdobywał nagrody na festiwalach: Jazz nad Odrą we Wrocławiu w 1974 roku (wyróżnienie), w 1975 (II miejsce) i 1976 (I miejsce), występował m.in. na Jazz Jamboree, a w 1978 roku na Sacramento Music Festival w Stanach Zjednoczonych i nagrał wydany w serii Polish Jazz album Music For My Friends (vol. 52).
W latach 70. XX w. współpracował również z katowicką Orkiestrą Rozrywkową PRiTV pod dyr. Jerzego Miliana. Był siedmiokrotnym uczestnikiem Jazz Jamboree w Warszawie, m.in. jako członek zespołu Czesława Gawlika, High Society Band (zdobywca "Złotej Tarki" dla najlepszego zespołu jazzu tradycyjnego w 1971), czy Big Bandu Katowice. Występował na festiwalach w Pradze, Přerov, Budapeszcie, Sofii (brązowy medal zdobyty na Międzynarodowym Festiwalu Młodzieży i Studentów w 1968 roku), Oslo, Norymberdze, Wiedniu, Tokio oraz San Francisco.
Poprowadził pierwszą w Polsce klasę puzonu. Przez 17 lat pracy na uczelni (z przerwami) wykształcił wielu muzyków, m.in. Bronisława Dużego, Grzegorza Nagórskiego (obecny prowadzący zajęcia klasy puzonu), czy Romana Syrka. W okresie pracy w Akademii Muzycznej podjął się także pracy, jako muzyk grający na statkach pasażerskich, gdzie zetknął się ze światowymi gwiazdami filmu, takimi jak: Ginger Rogers, Rita Moreno, Omar Sharif, a także z podróżnikiem Jacques'em-Yves Cousteau, czy astronautą Johnem Glennem. Po ostatnim powrocie z wojaży zagranicznych osiadł w Żorach, miejscowości z której pochodzi jego żona.
Był założycielem Lotharsów i Żorskiej Orkiestry Rozrywkowej, gdzie występują jego synowie Daniel i Dawid, a także pomysłodawcą, twórcą i dyrektorem artystycznym żorskiego Easy Jazz Festivalu. W 2005 roku otrzymał Wojewódzką Nagrodę "Złotej Superaty" za wybitne osiągnięcia w upowszechnianiu kultury i sztuki. W roku 2011 został uhonorowany nagrodą "Phoenix Sariensis 2010". W 2013 roku brał udział w dniach śląskich w Brukseli. W 2015 roku otrzymał nagrodę Prezydenta Miasta Żory za osiągnięcia w dziedzinie twórczości artystycznej.
W 2017 roku, w żorskim kinie na Starówce, 75-letni Lothar Dziwoki świętował 55-lecie pracy artystycznej. Muzyk zmarł 10 listopada 2019 roku.